# Meister des Breviers des Jost von Silenen
Meister des Breviers des Jost von Silenen ist der Notname eines anonymen Buchmalers, der um 1488 bis 1510 in Savoyen, Piemont und in der Westschweiz seine handgeschriebenen liturgischen Bücher mit prachtvoller Buchmalerei ausgestattet hat. Diesem Miniaturisten wurde in italienischen Publikationen ein weiterer Name verliehen: Meister des Georges von Challant (italienisch: Giorgio di Challant, Miniatore di Giorgio di Challant).

## Werk

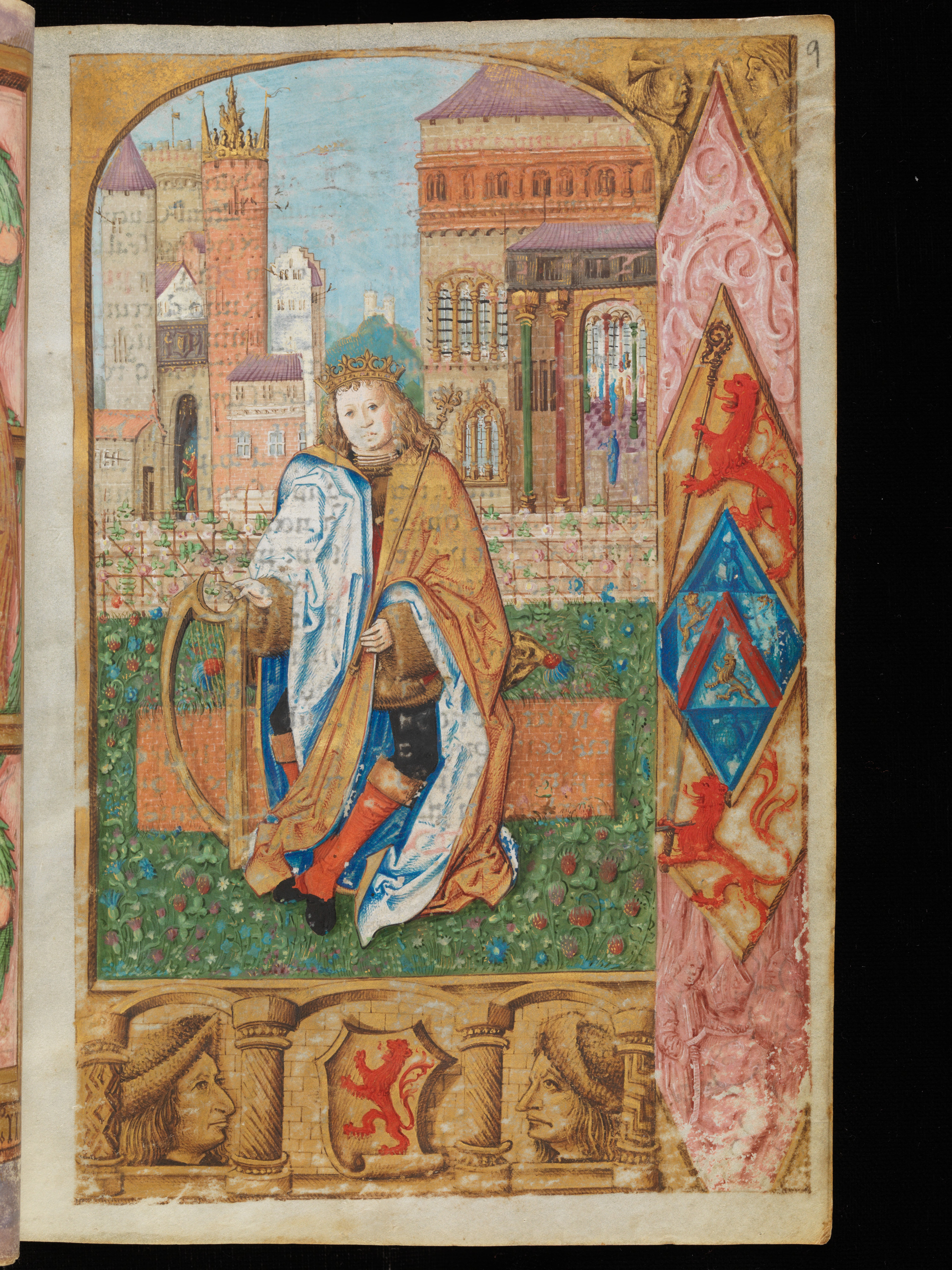
Brevier des Jost von Silenen, Eingangsseite des Psalteriums: Der thronende David. David mit Königskrone, im Garten seines Palastes, hält mit der Rechten die auf dem Boden abgestellte Harfe mit goldenen Saiten und in der Linken den goldenen Herrscherstab mit Lilienspitze.

Der unbekannte Miniaturist hat seinen Notnamen von seinem Erforscher Albert Jörger für sein Hauptwerk erhalten, ein lateinisches Brevier von 1493. Dieses Stundenbuch wurde für den zeitweise mächtigen Diplomaten und Kirchenfürsten Jost von Silenen (* 1435/1445, † 1498) mit prachtvollen Miniaturen versehen, es wird seit 1899 im Landesmuseum Zürich aufbewahrt.
Diesem Buchmaler können 13 Werke zugeschrieben werden. Sein ältestes datiertes Werk von 1488 ist ein lateinisches Antiphonar (Antiphonale) mit Musiknoten für den Buchbesitzer Rudolph Stos (alias Roletus Stoss, frater OFM, fl. 1483/1500), heute aufbewahrt in Freiburg (Schweiz), Franziskanerkloster (Cordeliers, Bibliothek Ms. 6).
Anschließend arbeitet der Buchmaler in Bern, wo er für das 1485 gegründete Chorherrenstift am Berner Münster ein Antiphonar in sechs Bänden herstellen hilft. Die sechs Bände (je drei Bände für jede Chorseite, je von 59 cm Höhe und 41 cm Blattbreite) umfassen mehr als 3000 Blattseiten, das entspricht den Häuten von fast 400 Kälbern. 1485 erwarb das Stift Pergament für 100 Pfund Berner Währung, im folgenden Jahr zahlte man weitere 200 Pfund für Pergament und für die Arbeit des Schreibers. Den größten Teil der Schreibarbeit übernahm ein gewisser Meister Michel zusammen mit einem Gehilfen, dessen Namenszug „Conrad Blochinger“ erst 1989 gefunden wurde. Sie brachten vielerlei Buchschmuck an: Pflanzenwerk, Vögel und Grimassen schneidende Gesichter. Drei Bände des Antiphonars sind von dem berühmten, aber namenlos gebliebenen Meister des Breviers des Jost von Silenen mit Buchmalerei höchster Qualität versehen. Ein weiterer anonymer Buchmaler hat die übrigen Buchmalereien und Verzierungen der Bände ausgeführt. Nach der Reformation von 1528 kamen vier Bände des Antiphonars in die Stiftskirche Saint-Laurent in Estavayer-le-Lac; die beiden anderen Bände wurden erst 1989 im Musée historique de Vevey entdeckt und identifiziert.

### Übersicht über die doppelt ausgeführten Antiphonarbände ehemals des Berner Münsters von 1485/1490
- Band I, heute Estavayer vol. 1: Winterteil (Temporale, Sanctorale und Commune sanctorum), Text und Musiknoten meist geschrieben von Meister Michel; mit Buchmalerei des Meisters des Breviers des Jost von Silenen p. 1, 86, 218, 447, 502, 557, 596, 665, 683. (Digitalisat bei e-codices)
- Band II, heute Estavayer vol. 2: Sommerteil (Proprium de sanctis, Commune sanctorum), mit Buchmalerei von geringerer Qualität als in Band I. (Digitalisat bei e-codices)
- Band III, heute Estavayer vol. 3: Sommerteil (De tempore), geschrieben von Meister Michel; dekoriert mit 5 Initialen des Meisters des Breviers des Jost von Silenen p. 1, 65, 87, 109, 125. (Digitalisat bei e-codices)
- Band I bis, heute Vevey Musée historique, Inv. Nr. 1346: Winterteil (Temporale, Sanctorale, Commune sanctorum), geschrieben von Meister Michel; vom Buchschmuck des Conrad Blochinger sind von ursprünglich 8 Initialen noch 2 erhalten: p. 71 und 429. (Digitalisat bei e-codices)
- Band II bis, heute Vevey Musée historique, Inv. Nr. 1347: Sommerteil (Proprium de sanctis, Commune sanctorum), geschrieben von Meister Michel und Conrad Blochinger (dessen Namenszug p. 518); mit Buchschmuck des Meisters des Breviers des Jost von Silenen, Initialen p. 207, 271, 397. (Digitalisat bei e-codices)
- Band III bis, heute Estavayer vol. 4: Sommerteil (De tempore), geschrieben von Meister Michel; dekoriert mit Miniatur p. 1.(Digitalisat bei e-codices)
- Ein weiteres handschriftliches Werk mit kirchlichen Gesängen (Motetten, heute in Sitten, Archiv des Domkapitels L 87 Nr. 1), komponiert vom Kantor Bartholomäus Frank, hat der anonyme Buchmaler ebenfalls für Jost von Silenen hergestellt.
- In Hermetschwil (Benediktinerinnenkloster Sankt Martin, Bibliothek, Cod. membr. 35) aufbewahrt ist das "Stundenbuch des Thomas Schöni und der Johanna von Arbignon", eine Pergament-Handschrift, die der Meister als Schreiber und Miniaturist um 1490 hergestellt hat.[3] (Digitalisat bei e-codices)
- Weitere Handschriften mit seiner Buchmalerei sind heute aufbewahrt an den weiteren Wirkungsstätten des Meisters in Aosta, Ivrea und Turin.